# Скептический химик
Скептичный Химик: или Химико-Физические Сомнения и Парадоксы, затрагивающие спагиристические принципы, обычно называемые ипостатичными; как они обычно определяются и отстаиваются большинством алхимиков (англ. The sceptical chymist: or chymico-physical doubts & paradoxes, touching the spagyrist's principles commonly call'd hypostatical; as they are wont to be propos'd and defended by the generality of alchymists) — название книги Роберта Бойля, изданной в Лондоне в 1661 году. В форме диалога Скептический Химик представляет гипотезу Бойля, что материя состоит из атомов и кластеров атомов в движении, и что каждое явление(phenomenon) было результатом столкновений частиц в движении. По этим причинам Роберт Бойль был назван основателем современной химии Дж. Р. Партингтоном.

## Краткое содержание
Первая часть начинается с разговора 5 друзей (Карнеад хозяин и Скептик, Филопон Химик, Фемистий Аристотелист, Елевферий беспристрастный Судья, и безымянный Рассказчик) встретившихся в саду у Карнеада и беседующих о составляющих составных тел.

## Основные темы
Бойль утверждает, что огонь не является универсальным растворителем, тогда как достаточно глубокий растворитель разделяет все тела на все их элементы, вопреки Жану Бегену и Жозефу Дюшену. Чтобы доказать это, он обратился за поддержкой к Гельмонту, Алкагест которого известен как универсальный растворитель.
Бойль отвергает аристотелевскую теорию четырёх элементов (земля, воздух, огонь и вода), а также три принципа (соль, сера и ртуть), предложенных Парацельсом. После обсуждения классических элементов и химических принципов в первых пяти частях книги, в шестой части Бойл определяет Химический элемент таким образом, который подходит близко к современной концепции:
Под Элементами я подразумеваю, некие примитивные и простые, или совершенно несмешанные вещества; которые не были составлены из каких-либо других веществ, или одно из другого, ингредиенты всех, так называемых Сложных Веществ их непосредственно составляющие.
Тем не менее Бойль отрицал, что любые известные материальные субстанции соответствуют таким «совершенно несмешанным веществам.» По его мнению, все известные материалы были соединениями, даже такие вещества, как золото, серебро, свинец, сера и углерод.

## Влияние
Его влияние можно проследить у Николаса Брейди в отсылке к «вибрирующим семенам» («jarring seeds») в его Ode to St. Cecilia (поставленной Генри Пёрселлем в 1691 году, задолго до кинетической теории Бернулли):

Soul of the World! Inspir’d by thee,
The jarring Seeds of Matter did agree,
Thou didst the scatter’d Atoms bind,
Which, by thy Laws of true proportion join’d,
Made up of various Parts one perfect Harmony.

## Упоминания в культуре
Скептический Химик упоминается в романе Нила Стивенсона «Ртуть».